# Терхо, Сампо
Сампо Терхо (фин. Sampo Terho; род. 20 сентября 1977, Хельсинки, Финляндия) — финский общественный и политический деятель; министр по взаимодействию с Европейским союзом, культуре и спорту Финляндии (с 2017) в кабинете Сипиля.
Являлся депутатом Эдускунты, где возглавлял в качестве председателя парламентскую фракцию партии «Истинные финны» (c 2017 — фракцию «Новая альтернатива», созданную после отделения от Истинных финнов большей части депутатов), а позднее баллотировался на пост председателя партии вместо Тимо Сойни.
С 16 ноября 2017 года возглавил новоформирующуюся партию «Синее будущее». 16 декабря 2017 года на первом партийном съезде партии, прошедшем в Тампере, был избран её председателем.